# Jugoszláv katonai puccs (1941)
A jugoszláv katonai puccsra 1941. március 27-én került sor Belgrádban, a Jugoszláv Királyságban, amikor Pál jugoszláv herceg régensségét megdöntötték, és II. Péter király teljesen átvette a monarchikus hatalmat. A puccsot a nyugatbarát, szerb nacionalista Jugoszláv Királyi Hadsereg légierejének egy csoportja tervezte és bonyolította le, formálisan a légierő parancsnoka, Dušan Simović tábornok vezetésével, aki 1938-tól kezdve számos összeesküvés tervével állt kapcsolatban. A kormánybuktatás fő szervezői Borivoje Mirković repülő dandártábornok, Živan Knežević, a jugoszláv királyi gárda őrnagya és testvére, Radoje Knežević voltak. Radoje Kneževićen kívül valószínűleg még néhány civil vezető is tudott a hatalomátvételről, és amikor megtörtént támogatták azt, de nem voltak a szervezők között. A 17 éves II. Péter királyt magát, aki a rádióban hallott először nagykorúságának bejelentéséről, ugyancsak meglepte a puccs.

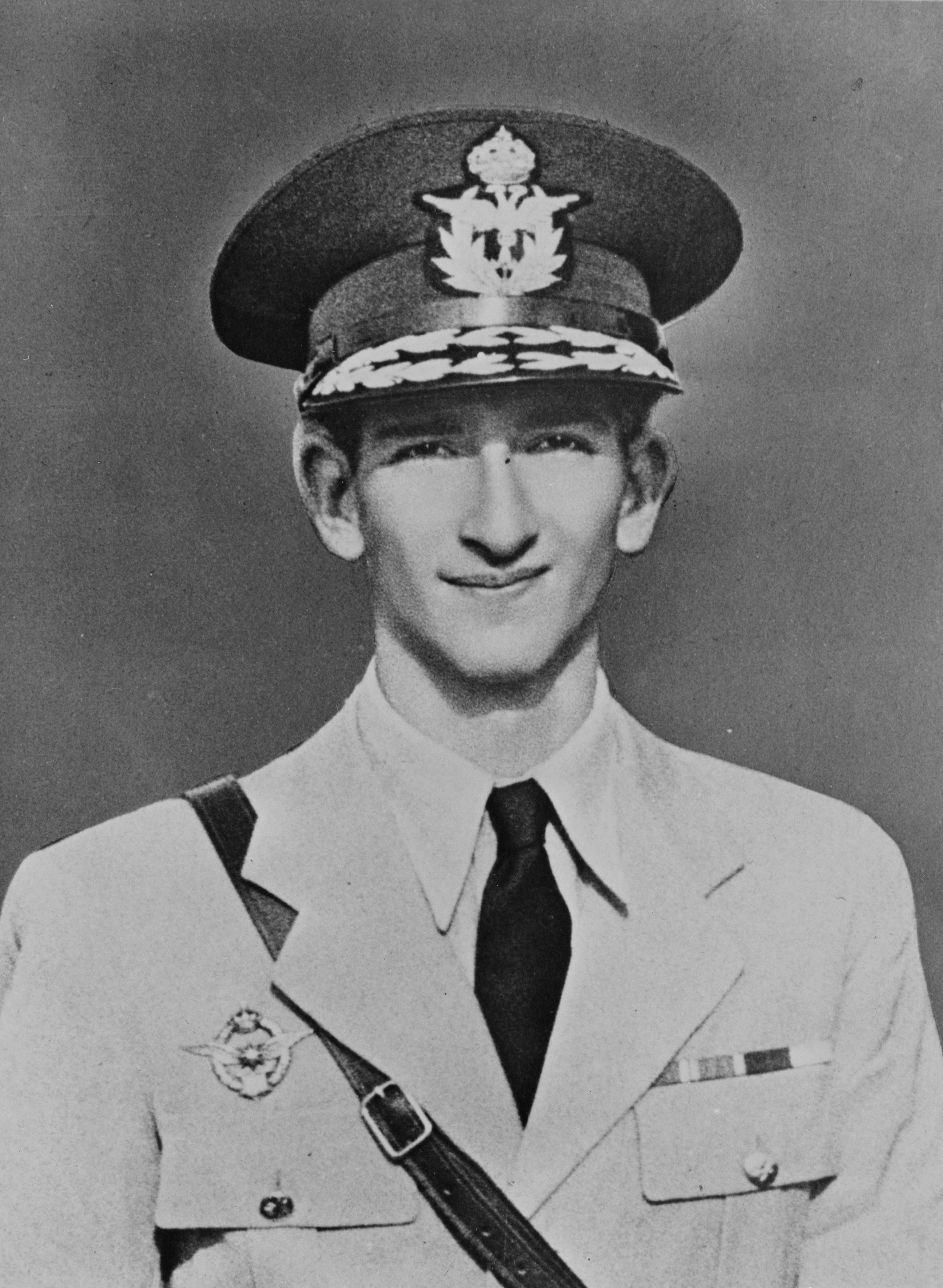
A 17 éves II. Péter jugoszláv király 1941-ben.

A Jugoszláv Kommunista Párt, bár jelentős mértékben hozzájárult a sok városban zajló tömeges utcai tüntetésekhez, amelyek a lakosság támogatását jelezték, miután az megtörtént, nem játszott szerepet a puccsban. A puccs sikeres volt, és leváltotta a háromtagú régensséget (Pál herceg, Radenko Stanković és Ivo Perović), valamint Dragiša Cvetković miniszterelnök kormányát. Két nappal előtte írta alá a Cvetković-kormány a bécsi jegyzőkönyvet Jugoszláviának a háromhatalmi egyezményhez (tengelyhez) való csatlakozásáról. A puccsot több hónapja tervezték, de a brit különleges műveletek vezetőjének biztatására, a háromhatalmi egyezmény aláírása késztette a szervezőket a végrehajtásra.
A összeesküvők hatalomra juttatták a 17 éves II. Péter királyt (akit a trónra lépéshez nagykorúnak nyilvánítottak), és Simović tábornok vezetésével egy gyenge és megosztott nemzeti egységkormányt alakítottak. Helyettesei Vladko Maček és Slobodan Jovanović lettek. A puccs közvetlenül vezetett a németek által vezetett tengelyhatalmak inváziójához 1941 áprilisában. A puccs és az azt követő invázió szerepe a Barbarossa hadművelet (a Szovjetunió elleni invázió, amely 1941. június 22-én kezdődött) késleltetésében továbbra is vita témája. 1972-ben Martin van Creveld hadtörténész elvetette ezt a gondolatot megerősítve, hogy Jugoszlávia inváziója segítette és felgyorsította az átfogó balkáni hadjáratot, de a Barbarossa-hadművelet kezdési időpontját más tényezők határozták meg. Mások szerint (Craig Stockings és Hancock 2013-ban közzétett megállapításai) a 25. hadművelet (Jugoszlávia megszállása) valamelyest hozzájárult a tengelyhatalmak Szovjetunió elleni inváziójának késleltetéséhez.

## Előzmények

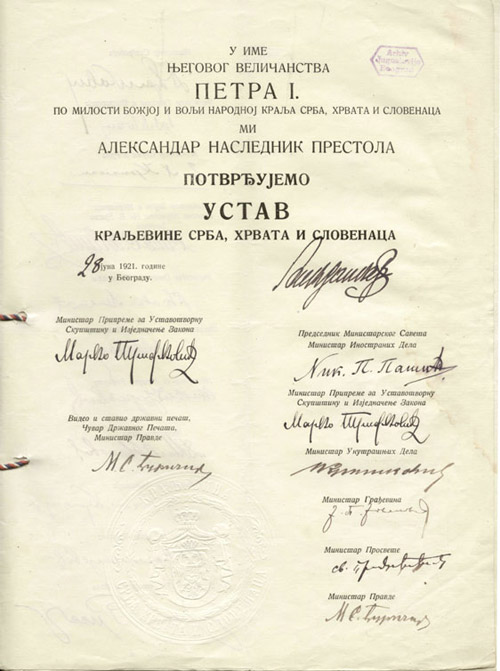
A Vid-napi alkotmány első oldala

Az 1918-ban Szerb–Horvát–Szlovén Királyság néven megalakult Jugoszláv Királyság több nemzeti és vallási entitást tömörített, változatos történelmi háttérrel. Ezek között voltak többek között szerbek, horvátok, szlovének, montenegróiak, boszniai muszlimok, macedónok és albánok. E nemzeti csoportok mindegyike erősen kötődött a három uralkodó vallás valamelyikéhez: a szerb ortodox egyházhoz (szerbek, montenegróiak és macedónok); a katolikus egyházhoz (horvátok és szlovének); és az iszlámhoz (boszniai muszlimok és albánok). A vallási sokszínűség elmélyítette a megosztottságot a jugoszláv társadalmon belül. A szerbek és montenegróiak a lakosság 38,8 százalékát tették ki, a horvátok 23,9 százalékot, a szlovének 8,5 százalékot, a boszniai muszlimok 6,3 százalékot, a macedónok 5,3 százalékot és az albánok 4 százalékot.
Jozo Tomasevich közgazdász professzor és történész szerint Jugoszlávia a megalakulása pillanatától kezdve politikailag gyenge volt, és az is maradt a két világháború közötti időszakban, főként a szerbbarát Vid-napi alkotmány, a már említett nemzeti entitások és az uralkodó vallás, valamint az egyenlőtlen gazdasági fejlődés által kikényszerített „merev centralizmus rendszere” miatt. Különösen a szerb ortodox egyház vallási elsőbbsége, valamint a katolikusok és muszlimok elleni diszkrimináció fokozta a nem szerb lakosság elégedetlenségét a szerbek által uralt elit csoportokkal, amelyek ellenőrizték a támogatásokat és a kormányzati kinevezéseket, és másodlagosként kezelték a nem szerbeket. Ez a központosított rendszer a szerb katonai erőből és a horvát hajthatatlanságból fakadt, és a horvát elszakadás napirenden tartása, a szerbek túlreprezentáltsága, a korrupció és a politikai pártokon belüli fegyelem hiánya tartotta fenn. Ezt az állapotot kezdetben a demokratikus kormányrendszer politikai vesztegetés útján történő felforgatásával tartották fenn. Jugoszlávia többi részének a szerb uralkodó elit uralma azt jelentette, hogy az ország politikai értelemben soha nem konszolidálódott, és ezért soha nem volt képes megbirkózni az előtte álló társadalmi és gazdasági kihívásokkal. Sabrina P. Ramet politológus a rendszer működésképtelenségét és legitimitásának hiányát abban látja, hogy a királyság belpolitikája etnikailag polarizálódott. Ezt a jelenséget Jugoszláviában „nemzetkérdésnek” nevezik. A jogállamiság megteremtésének, az egyéni jogok védelmének, a tolerancia és egyenlőség kiépítésének, valamint az állam vallási, nyelvi és kulturális kérdésekben való semlegessége szavatolásának elmulasztása hozzájárult ehhez az illegitimitáshoz és az ebből eredő instabilitáshoz.

A Jugoszláv Királyság közigazgatási felosztása (banovinák) 1929 és 1941 között.

1929-ben Sándor király felhagyott a demokráciával, és királyi diktatúrát hozott létre, amely különféle eszközökkel megpróbálta lebontani az országban uralkodó etnikai megosztottságot, többek között a folyókra épülő közigazgatási felosztások (szerb-horvátul: banovinák) mint a hagyományos régiók létrehozásával. Ez a lépés jelentős ellenállást váltott ki, mivel a szerb és szlovén ellenzéki pártok és szereplők Jugoszlávia hat etnikai alapú közigazgatási egységre való felosztását szorgalmazták. 1933-ra a nagyrészt horvát lakosságú Száva banovina elégedetlensége teljes polgári rendetlenséggé fajult, amit a rezsim merényletsorozattal, merényletkísérletekkel és kulcsfontosságú horvát ellenzéki személyiségek, köztük a Horvát Parasztpárt vezetőjének letartóztatásával ellensúlyozott. Amikor Sándort 1934-ben Marseille-ben meggyilkolta egy bolgár orgyilkos, aki a horvát ultranacionalistákhoz, az usztasákhoz kötődött, unokatestvére, a Pál herceg vezette triumvirátus uralkodott, amelynek másik két tagja Radenko Stanković képviselő és Száva banovina kormányzója, Ivo Perović volt. A triumvirátus Sándor 11 éves fia, Péter herceg nevében uralkodott, és legfontosabb tagja Pál herceg volt. Bár Pál herceg liberálisabb volt unokatestvérénél, a diktatúra megszakítás nélkül folytatódott. A diktatúra lehetővé tette az országnak, hogy következetes külpolitikát kövessen, de Jugoszláviának otthoni békére volt szüksége ahhoz, hogy békét tudjon biztosítani szomszédaival, akik mindegyike irredenta terveket szövögetett a területén.

## Jugoszláv külpolitika a két világháború között

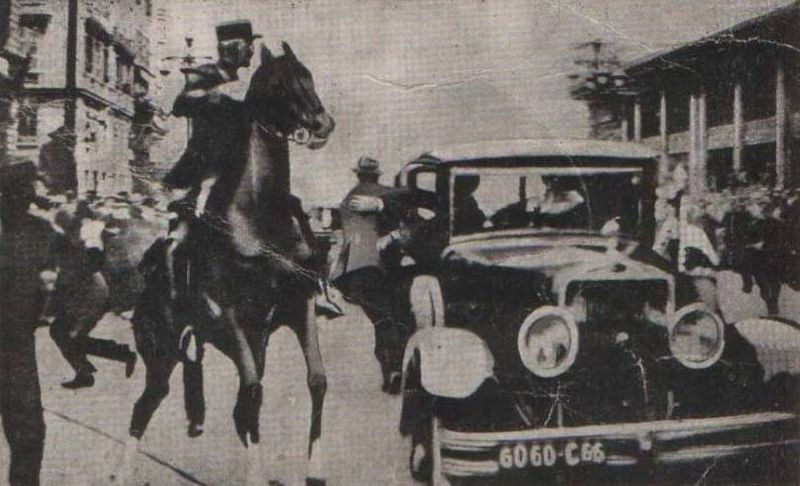
A marseille-i merénylet, I. Sándor jugoszláv király meggyilkolása 1934-ben.

A jugoszláv vezetés 1921-től Romániával és Csehszlovákiával a területét érintő reviziós magyar tervek ellensúlyozására a kisantant létrehozásáról tárgyalt, majd egy évtizedes kétoldalú szerződések után 1933-ban véglegesítette a megállapodást. Ezt a következő évben a balkáni antant követte. Jugoszlávia, Görögország, Románia és Törökország, amelyek célja a bolgár törekvések meghiúsítása volt. Ezen időszak alatt a jugoszláv kormány arra törekedett, hogy jó barátságban maradjon Franciaországgal, és az európai békeszerződések garanciájának tekintette őt. Ezt az 1927-ben aláírt baráti szerződés formálissá tette. Ezekkel a rendelkezésekkel Olaszország jelentette a legnagyobb problémát Jugoszlávia számára, mivel finanszírozta a jugoszlávellenes Belső Macedón Forradalmi Szervezetet, amely elősegítette a bolgár irredentizmust. Sándor király tárgyalási kísérletei Benito Mussolinivel süket fülekre találtak, és Sándor meggyilkolása után 1937-ig semmi említésre méltó nem történt ezen a fronton. Sándor meggyilkolását követően Jugoszláviát katonailag és diplomáciailag is elszigetelték, és Franciaországhoz fordult, hogy segítse kétoldalú kapcsolatát Olaszországgal. Milan Stojadinović 1935-ös miniszterelnöki kinevezésével Németország és Jugoszlávia szorosabbra fűzték egymást. A két ország kereskedelmi kapcsolata is jelentősen fejlődött, és Németország Jugoszlávia legfontosabb kereskedelmi partnerévé vált.

### A Cvetković–Maček-megállapodás

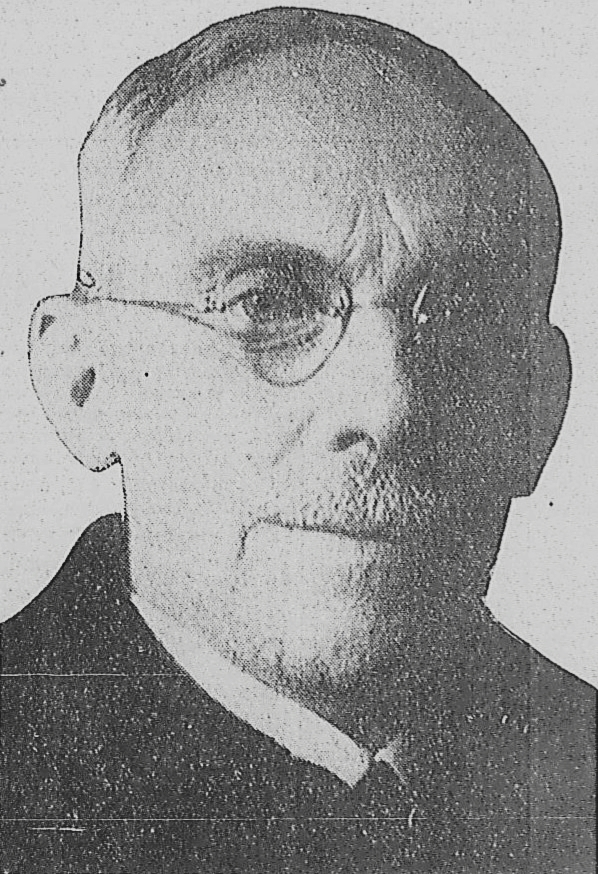
Vladko Maček a Horvát Parasztpárt vezére.

Pál herceg felismerte országa nemzeti szolidaritásának hiányát és politikai gyengeségét, és hatalomátvétele után ismételten megkísérelte a politikai rendezést Mačekkel, a Jugoszláviában meghatározó horvát politikai párt, a Horvát Parasztpárt (HSS) vezetőjével. 1937 januárjában Stojadinović Pál herceg kérésére találkozott Mačekkel, de Stojadinović nem akart vagy nem tudott megbirkózni a horvát elégedetlenség kérdésével a szerb uralkodó osztály által uralt Jugoszláviában. 1938-ban az Anschluss a Harmadik Birodalmat Jugoszlávia határaihoz hozta, és decemberben előrehozott választásokat tartottak. Ennek hátterében történt, hogy a Jugoszláv Királyi Hadsereg Légierejének (VVKJ) parancsnoka, Dušan Simović tábornok 1938 elején két összeesküvésben is részt vett, az egyikben a Vatikánnal kötött konkordátummal szembeni szerb ellenállás miatt, valamint egy másikban a decemberi választásokat követően.
Az 1938. decemberi választásokon a Maček vezette Egyesült Ellenzék a szavazatok 44,9 százalékát szerezte meg, de a választási szabályok miatt, amelyek szerint a kormánypártok a szavazatok összeszámlálása előtt megszerezték a parlamenti mandátumok 40 százalékát, az ellenzék csak 67 mandátumot szerzett meg az összesen 373-ból. 1939. február 3-án Bogoljub Kujundžić oktatási miniszter nacionalista beszédet mondott a nemzetgyűlésben, amelyben kijelentette, hogy „a szerb politika mindig ennek a háznak és ennek a kormánynak a politikája lesz.” A Jugoszláv Muszlim Szervezet (JMO) Mehmed Spaho arra kérte Stojadinovićot, hogy utasítsa vissza a kijelentést, de nem tette meg. A felsőház vezetőjének, a szlovén Anton Korošecnek az utasítására aznap este öt miniszter mondott le a kormányban betöltött tisztségéről, köztük Korošec is. A másik négy Spaho, a JMO másik politikusa, Džafer Kulenović, a szlovén Franc Snoj és a szerb Dragiša Cvetković voltak.

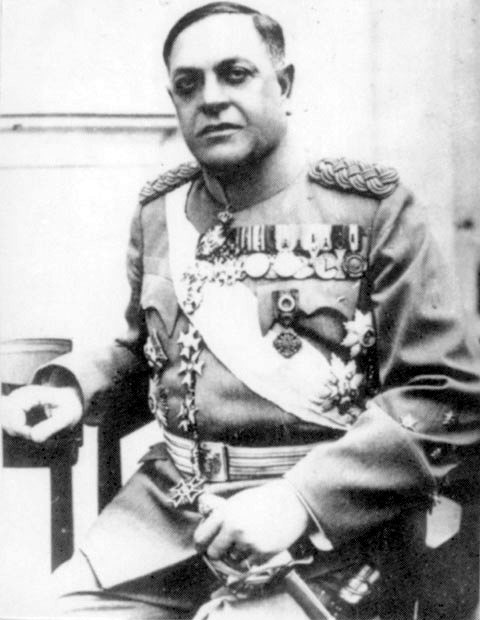
Milan Nedić tábornok, hadügyi- és haditengerészeti miniszter

Stojadinović Pál hercegtől kért felhatalmazást egy új kabinet megalakításához, de Korošec a felső ház vezetőjeként azt tanácsolta a hercegnek, hogy alakítson új kormányt Cvetković vezetésével. Pál herceg elbocsátotta Stojadinovićot, és Cvetkovićot nevezte ki helyére, azzal az utasítással, hogy kössön megállapodást Mačekkel. Amíg ezek a tárgyalások folytak, Olaszország megtámadta Albániát, Jugoszlávia déli szomszédját. 1939 augusztusában megkötötték a Cvetković–Maček-megállapodást a Horvát Banovina létrehozásáról, amely Jugoszlávián belül viszonylag autonóm politikai egység lett. A szeparatista horvátok úgy vélték, hogy a megállapodás nem ment elég messzire, míg sok szerb úgy gondolta, hogy túl messzire ment a hatalom átadásában a horvátoknak. A megállapodás nyomán megalakult Cvetković vezette kabinet határozottan tengelyellenes volt, de továbbra is baráti viszonyban maradt Németországgal. A kormányban, Maček miniszterelnök-helyettessel együtt öt tagja volt a HSS-nek. A hadsereg és a haditengerészet minisztere Milan Nedić tábornok volt. A második világháború 1939. szeptemberi kitörése után a kormányra nehezedő német nyomás eredményeként 1940 közepén lemondott Stanoje Mihaldžić belügyminiszter, aki korábban titkos tengelyellenes tevékenységeket szervezett. 1940 októberében ismét megkeresték Simovićot a puccsot tervezők, de ő nem állt kötélnek. A háború kitörésétől kezdve a brit diplomácia arra összpontosított, hogy Jugoszlávia semleges legyen, amit Ronald Campbell nagykövet láthatóan még mindig lehetségesnek tartott.

### Csatlakozás a háromhatalmi egyezményhez
Az 1939. szeptemberi lengyelországi német invázió idején a Jugoszláv Hírszerző Szolgálat országszerte széles körben együttműködött a brit hírszerző ügynökségekkel. Ez az együttműködés, amely a harmincas évek elején kisebb mértékben létezett, az Anschluss után felerősödött. Ezek a kombinált hírszerzési műveletek Jugoszlávia megerősítésére és semlegességének megőrzésére irányultak, miközben bátorították a titkos tevékenységeket. 1940 közepén-végén a brit hírszerzés tudomást szerzett egy puccs tervezéséről, de sikerült ezt elhárítania, és inkább Pál hercegen keresztül folytatta a munkát. A brit Különleges Műveletek Parancsnoksága (SOE) jelentős erőfeszítéseket tett a tengelyellenes Cvetković-kormánnyal szembeni ellenzék támogatása érdekében, ami aláásta a jugoszláv politikában a kormány által képviselt, nehezen elért egyensúlyt. A belgrádi SOE belebonyolódott a szerbbarát politikába és érdekekbe, és figyelmen kívül hagyta vagy alábecsülte a zágrábi SOE és a brit diplomaták figyelmeztetéseit, akik jobban megértették Jugoszlávia egészének helyzetét.

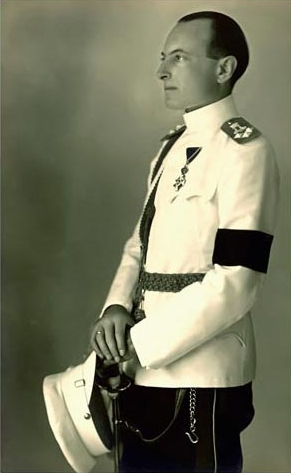
Karađorđević Pál régensherceg, Jugoszlávia tényleges kormányzója 1934 és 1941 között

Jugoszlávia helyzete 1940 októberében tovább romlott, amikor Olaszország Albániából megtámadta Görögországot, és az olaszok kezdeti sikertelensége csak fokozta a jugoszláv félelmet, hogy Németország kénytelen lesz segíteni Olaszországon. 1940 szeptemberében, illetve novemberében Németország a Magyar Királyságot és a Román Királyságot a háromhatalmi egyezményhez való csatlakozásra kényszerítette. 1940 novemberének elején, a görögországi olasz inváziót követően, Nedić tábornok Pál herceghez és a kormányhoz írt memorandumában kijelentette, hogy szerinte Jugoszláviát az ellenséges országok hamarosan bekerítik, és végül Németország nyeri meg a háborút. Nedić azt javasolta a kormánynak, hogy hagyjon fel semleges álláspontjával, és mielőbb csatlakozzon a tengelyhatalmakhoz, mert arra számított, hogy a tengelyhatalmakhoz való csatlakozás megvédi Jugoszláviát „kapzsi szomszédaitól”. Néhány nappal később Pál herceg, miután rájött, hogy lehetetlen Nedić tanácsát követni, helyére az idősödő és engedelmes Petar Pešić tábornokot tette. Ugyanakkor Hitler, felidézve Szerbia kiváló katonai teljesítményét a balkáni háborúkban és az első világháborúban, aggodalmát fejezte ki amiatt, hogy a jugoszláv hadsereg erős, és legyőzése jelentős erőfeszítéseket tenne szükségessé. Továbbra is aggódott a Szovjetunió ellen tervezett inváziójának déli szárnyát Görögország és Jugoszlávia felől fenyegető veszélye miatt, és Jugoszlávia státuszának politikai megoldását tűzte ki célul.
1940. december 12-én Magyarország miniszterelnöke, gróf Teleki Pál kezdeményezésére barátsági és megnemtámadási szerződést kötött Jugoszláviával. Bár a koncepciót Németország és Olaszország is támogatta, a szerződés tényleges aláírását azonban már nem. Arra gondoltak, hogy Németország tervezett görögországi inváziója leegyszerűsödne, ha Jugoszláviát semlegesítenék. A következő néhány hónapban Pál herceg és miniszterei a németek bolgár területről érkező támadásával fenyegetve, hatalmas diplomáciai nyomás alatt dolgoztak, és a britek sem voltak hajlandóak gyakorlati katonai támogatást ígérni. Hat hónappal a puccs előtt a brit politika Jugoszlávia kormányával szemben a jugoszláv semlegesség elfogadásáról a Németország elleni háború támogatása érdekében az országra való nyomás fokozása felé mozdult el.
1941. január 23-án Belgrádba látogatott William Donovan, Franklin D. Roosevelt amerikai elnök különleges megbízottja, és ultimátumot adott a belgrádi kormánynak mondván, hogy ha Jugoszlávia engedélyezi a német csapatok átvonulását, akkor az Egyesült Államok sem „fogja majd a pártját” az esetleges béketárgyalásokon. Körülbelül ugyanebben az időben a brit miniszterelnök, Winston Churchill, Pál herceg cselekedeteitől tartva, utasította a brit titkosszolgálatokat, hogy lépjenek kapcsolatba Belgrádban működő rendszerellenes csoportokkal. Február 14-én Adolf Hitler találkozott Cvetkovićtyal és külügyminiszterével, és kérte Jugoszlávia csatlakozását a háromoldalú egyezményhez. Szorgalmazta a Jugoszláv Királyi Hadsereg leszerelését, mivel Macedóniában és Szerbia egyes részein, valószínűleg az olaszok ellen, részleges „újraaktiválás” történt. Hitler arra is sürgette a jugoszlávokat, hogy engedélyezzék a német utánpótlás Jugoszlávia területén történő átszállítását, valamint szorgalmazta a nagyobb gazdasági együttműködést. Cserébe egy, az Égei-tengerhez közeli kikötőt és területi sértetlenséget ajánlott fel. Február 17-én Bulgária és Törökország barátsági és megnemtámadási megállapodást írt alá, amely gyakorlatilag megsemmisítette a semleges balkáni blokk létrehozására irányuló kísérleteket. Pál herceg elítélte a megállapodást és a bolgárokat, „hamisságnak” minősítve cselekedeteiket. Február 18-án és 23-án Pál herceg azt mondta Arthur Lane amerikai nagykövetnek, hogy Jugoszlávia nem tart a német hadsereggel, ha az belépne Bulgária területére. Kifejtette, hogy ez helytelen lenne, és a szlovének és horvátok nem értenék meg. Március 1-jén Jugoszlávia még jobban elszigetelődött, amikor Bulgária is aláírta a háromhatalmi paktumot, és a német hadsereg megérkezett a bolgár-jugoszláv határhoz.
Március 4-én Pál herceg titokban találkozott Hitlerrel Berchtesgadenben, és ismét nyomást gyakorolt rá, hogy írja alá a paktumot. Hitler nem kérte csapatainak áthaladását Jugoszlávián, és felajánlotta a görög Szaloniki városát. Az ingadozó Pál hercegnek nem szabtak határidőt. Pál herceg a kabinetválság kellős közepén barátsági és megnemtámadási egyezményt ajánlott fel, de Hitler ragaszkodott a javaslataihoz. Pál herceg arra figyelmeztetett, hogy attól tart, hogy ha követné tanácsait és aláírná a háromhatalmi egyezményt, „hat hónap múlva már nem lenne itt.” Március 8-án Franz Halder, a hadsereg vezérkarának német főnöke kijelentette: arra számítanak, hogy a jugoszlávok aláírják az egyezményt, ha a német csapatok nem lépik át a határukat. Március folyamán Moszkvában titkos tárgyalások kezdődtek Jugoszlávia és a Szovjetunió között, akiket Milan Gavrilović jugoszláv nagykövet, illetve Vjacseszlav Molotov szovjet külügyi népbiztos képviselt. Pavel Szudoplatov tábornok szerint, aki akkoriban az NKVD, a szovjet belügyminisztérium különleges hadműveleti főnökének helyettese volt, Gavrilović egy teljesen beszervezett szovjet ügynök volt, de azt is tudták, hogy Gavrilovićnak kapcsolatai vannak a britekkel is. A jugoszlávok kezdetben katonai szövetségre törekedtek, de ezt a szovjet fél elutasította, mivel már kötötte őket az 1939-es Molotov–Ribbentrop-paktum, amely garantálta, hogy nem háborúznak Németországgal.
Március 17-én Pál herceg visszatért Berchtesgadenbe, ahol Hitler közölte vele, hogy ez az utolsó esélye Jugoszláviának, hogy csatlakozzon a paktumhoz, egyúttal csatlakozásuk megkönnyítése érdekében lemondott a jugoszláv vasutak használatának kéréséről. Két nappal később Pál herceg összehívta a koronatanácsot, hogy megvitassák a paktum feltételeit és azt, hogy Jugoszláviának alá kell-e írnia azt. A tanács tagjai hajlandóak voltak megegyezni, de csak azzal a feltétellel, hogy Németország engedményeit nyilvánosságra hozza. Németország ezzel egyetértett, a tanács pedig jóváhagyta a feltételeket. Tiltakozásul a paktum közelgő aláírása ellen azonban március 20-án a kormány három minisztere (név szerint Srđan Budisavljević belügyminiszter, Branko Cubrilović mezőgazdasági miniszter és Mihailo Konstantinović tárca nélküli miniszter) lemondott. Budisavljevićet a britek győzték meg, és az ő brit felszólításra történő lemondása idézte elő a másik két miniszter lemondását. A németek válaszul ultimátumot adtak, hogy vagy március 23-án éjfélig elfogadják a paktum aláírását, vagy elveszítenek minden további lehetőséget. Pál herceg és Cvetković, annak ellenére, hogy a német ígéreteket „megbízhatatlannak” tartották kötelezettséget vállaltak és elfogadták. Március 23-án nyilvánosságra hozták Németország garanciáját Jugoszlávia területi biztonságára és ígéretét, hogy nem használja vasútjait. Az Egyesült Királyságban Alexander Cadogan, a külügyekért felelős állandó helyettes államtitkár azt írta naplójába, hogy „úgy tűnik, a jugoszlávok eladták a lelküket az ördögnek. Ezek a balkáni népek mind szemetek.”
A paktumot március 25-én írták alá a bécsi Belvedere palotában. Utána hivatalos bankettet tartottak, amelyről Hitler azt mondta, hogy halotti toron érezte magát. A német rádió később bejelentette, hogy „a tengelyhatalmak nem követelik meg a csapatok vagy hadianyagok áthaladásának jogát”, miközben a hivatalos dokumentum csak a csapatokat említette, és kihagyta a hadianyagok említését. Ugyanígy nem szerepelt az iratban az az ígéret, hogy Szalonikit Jugoszláviának adják. Athénban a szövetségeseket megdöbbentette a paktum jugoszláv aláírása, mivel az a „legrosszabb forgatókönyv” volt Görögország védelme szempontjából. A következő napon szerb tüntetők gyűltek össze Belgrád utcáin, és azt kiabálták, hogy „jobb a sír, mint a rabszolgaság, jobb a háború, mint a paktum" („Bolje grob nego rob, Bolje rat nego pakt”).

## A puccs végrehajtása

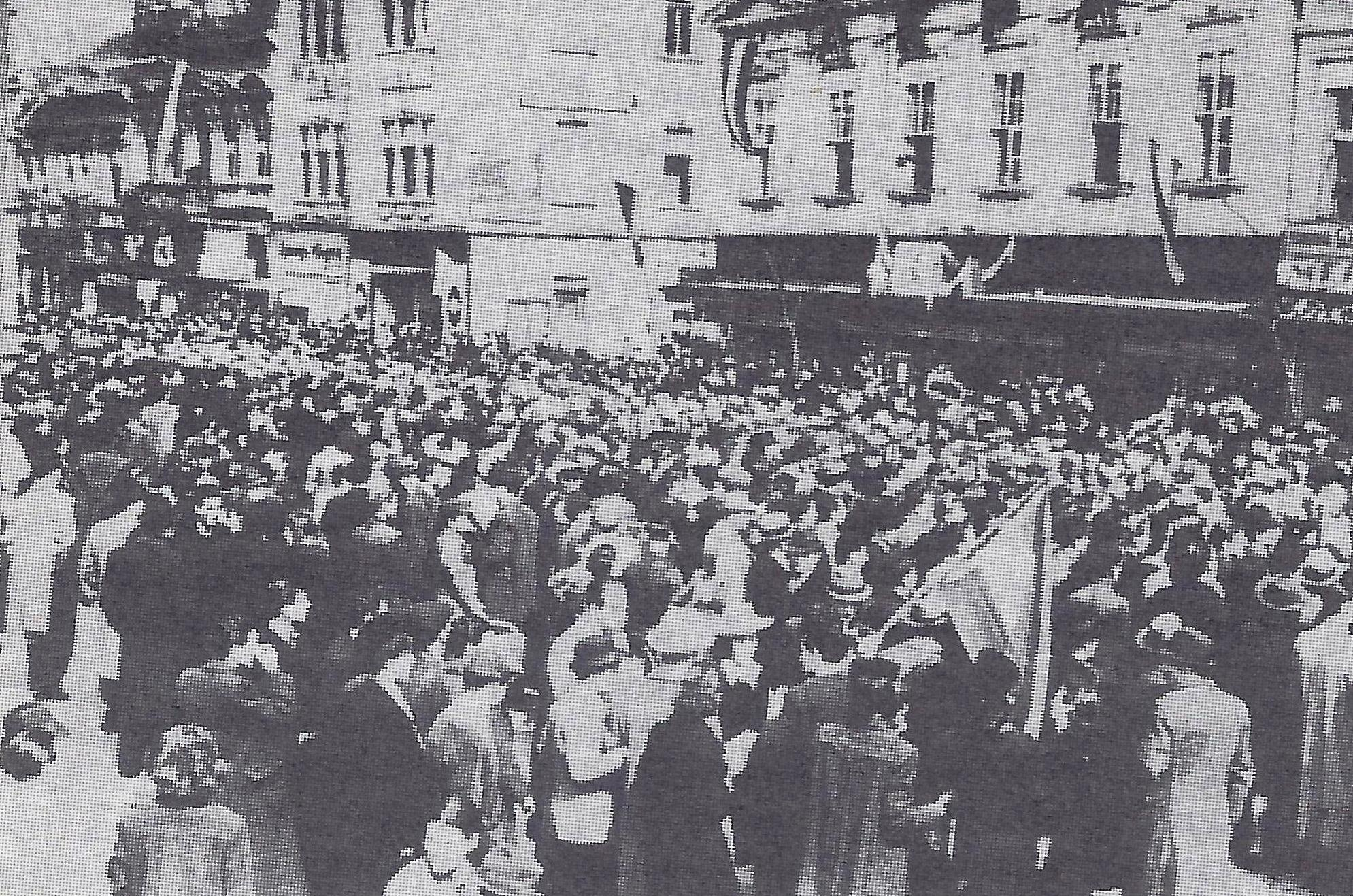
Tüntetés Belgrádban 1941. március 27-én

A puccsot március 27-én hajnali 2 óra 15 perckor hajtották végre. A Királyi Légierő (VVKJ) tisztjeinek egy csoportja Zimonyban, a Királyi Gárda tisztjei pedig a közeli Belgrádban szervezkedtek. A részt vevő magas rangú tisztek mind a légierőből származtak. A VVKJ zimonyi bázisán székelő Borivoje Mirković parancsnokhelyettes felügyelete alatt a tisztek március 27-én a hajnali órákban átvették az irányítást a kritikus épületek és helyek felett, többek között:
- a zimonyi VVKJ-bázis (Dragutin Savić ezredes)
- a Száván átívelő hidak Zimony és Belgrád között (Dragutin Dimić ezredes)
- a városi közigazgatás, a rendőrség igazgatósága és a belgrádi rádió (Stjepan Burazović ezredes)
- a minisztériumok és a vezérkar főhadiszállása (Živan Knežević őrnagy)
- a királyi udvar (Stojan Zdravković ezredes)
- a belgrádi főposta (Miodrag Lozić alezredes)
- a Királyi Gárda Parancsnokság laktanyája

Egy posta-, távíró- és telefonfelügyelő segített Mirkovićnak abban, hogy megszakítsa a kommunikációt Belgrád és az ország többi része között. Harckocsikat és a tüzérséget vezényeltek Belgrád összes főutcájára, és 14:00 órára minden stratégiai pont a puccsistákhoz hű csapatok kezében volt.
A puccs idején Pál herceg Zágrábban tartózkodott, és egy tervezett brdói nyaralásra tartott. Maček miniszterelnök-helyettes március 27-én reggel értesült a puccsról, és a zágrábi pályaudvaron találkozott Pál herceggel, hogy megvitassák a helyzetet. Ezt követően Ivan Šubašić horvát bán rezidenciáján tartottak megbeszélést, amelyen Šubašić, Pál herceg, Maček és August Marić zágrábi hadseregparancsnok is részt vett. Maček sürgette Pál herceget, hogy álljon ellen a puccsnak, Marić pedig a hadsereg horvát egységeinek támogatását ígérte. Maček azt javasolta, hogy Pál herceg maradjon Zágrábban, és támogatására a Horvát Banovinában mozgósítsa a hadsereg egységeit. Pál herceg visszautasította ezt az ajánlatot, részben azért, mert felesége, Olga hercegnő és gyermekei Belgrádban maradtak. Šubašić kíséretében aznap este vonattal elérte a fővárost, ahol Simović várta, aki a hadügyminisztériumba vitte, ahol ő és a másik két régens lemondott a hatalomról, azonnal megszüntetve a régensséget. Pál herceg és családja, miután már megegyeztek a zágrábi brit konzullal, még aznap este Görögországba indultak, majd Kenyába utaztak, ahonnan Dél-Afrikába deportálták őket.

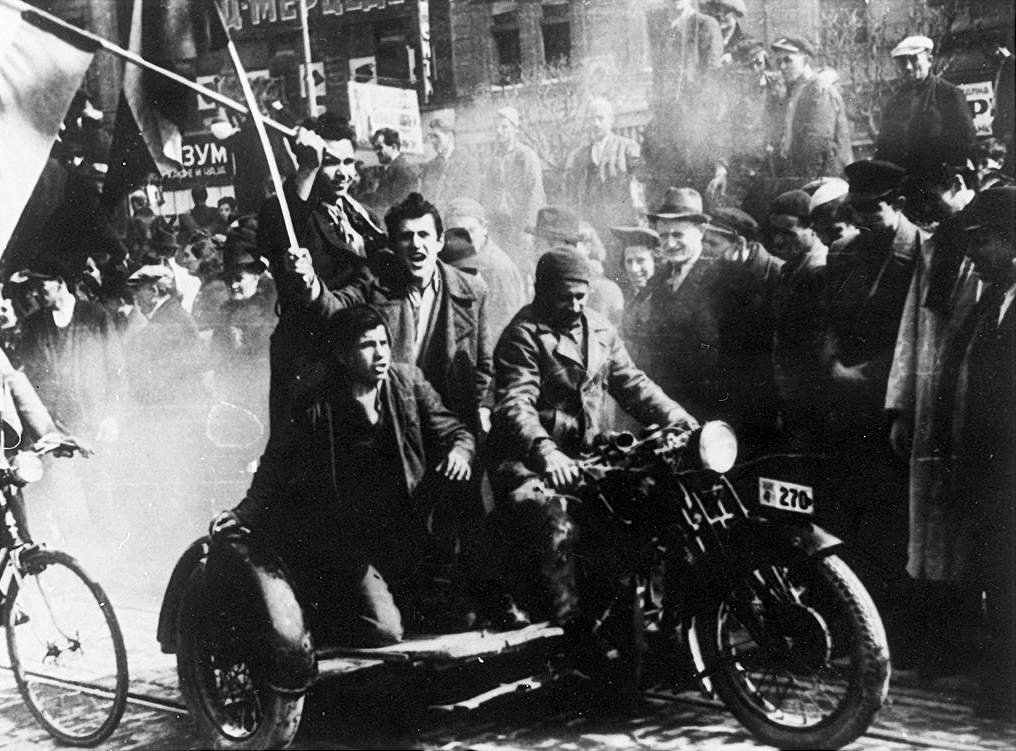
Tüntetés Belgrádban 1941. március 27-én

Március 27-én délelőtt a puccsisták körülvették a királyi palotát, és a puccs szószólói Péter király nevében „a népnek szóló kiáltvány” formájában rádióüzenetet sugároztak, melyben felszólították őket, hogy támogassák a királyt. Pétert, aki a rádióban hallott először nagykorúságáról, meglepte a puccs. A puccs meghirdetését tartalmazó röpiratokat ezt követően repülőgépekről dobták le a városokba. Belgrádban és más jugoszláv nagyvárosokban, többek között Cetinjében, Podgoricában, Splitben, Szkopjéban és Kragujevacban a következő napokban folytatódtak a tüntetések. A tüntetéseken a tömegek az Egyesült Királyság melletti jelszavakat kiabáltak, és gyakran használták a tüntetők által a puccs előtti napon használt szlogent: „Jobb a háború, mint a paktum, jobb a sír, mint a rabszolgaság". Az 1920 óta törvényen kívüli Jugoszláv Kommunista Párt tagjai is országszerte részt vettek a puccspárti megmozdulásokon. Churchill kijelentette, hogy „Jugoszlávia megtalálta a lelkét”, sőt azt is fontolgatta, hogy török segítséggel létrejöhet egy balkáni front.A hír hatására a görögök megpróbálták megváltoztatni védelmi terveiket, és azt is szorgalmazták, hogy támadják meg az olaszokat Albániában.] A lengyel és a csehszlovák emigráns kormány egyaránt dicsérte a puccsot, Görögországban pedig „vad lelkesedéssel” fogadták a hírt. A szerb ortodoxok visszaemlékezései szerint Gavrilo pátriárka és az egyház vezető papsága is azonnal üdvözölte a puccsot, mivel a puccsra válaszul március 27-én összeült a Püspöki Szent Szinódus. Gavrilo pátriárka a rádióban nyilvánosan is kiállt a király és az új rezsim mellett. II. Péter királyt Gavrilo pátriárka jelenlétében iktatták be március 28-án.
Jugoszlávia más nemzetei számára a háború kilátásba helyezése és a kormánynak a Szerb Ortodox Egyházhoz fűződő szoros kapcsolata egyáltalán nem volt vonzó. Alojzije Stepinac érsek, a Jugoszláv Római Katolikus Püspöki Konferencia elnöke keserűen azt írta naplójában, hogy „Összességében a horvátok és a szerbek két külön világban élnek... amelyek Isten cselekedete nélkül soha nem fognak közelebb kerülni egymáshoz.” Azt is írta: „Az egyházszakadás [az ortodoxia] a legnagyobb átok Európában, csaknem nagyobb, mint a protestantizmus. [Az ortodoxiában] nincs erkölcs, nincs elv, nincs igazság, nincs igazságosság, nincs őszinteség.” Ugyanezen a napon nyilvánosan felszólította a katolikus papságot, hogy imádkozzanak Péter királyért, és azért, hogy Horvátország és Jugoszlávia elkerülje a háborút. A puccsnak csak egy véletlen halálos áldozata volt.

## A felelősség kérdése

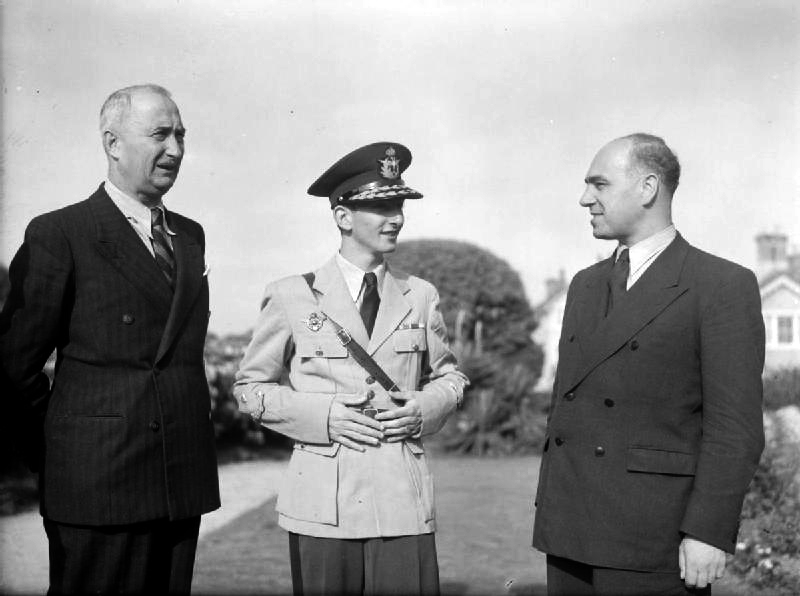
II. Péter király (középen) két miniszterével, Jugoszlávia miniszterelnökével, Simovic tábornokkal (balra) és M. Knezevic igazságügyi miniszterrel (jobbra) Angliába érkezik.

Simović, Mirković és Živan Knežević részéről ellentmondásos állítások hangzottak el arról, hogy ki volt a puccs vezetője. Mirković közvetlenül a puccs után kizárólagos bizalmat kért, és annak tizedik évfordulóján kijelentette: „Csak miután tájékoztattam [Simović] tábornokot az ötletemről, és ő elfogadta azt, döntöttem úgy, hogy vállalom a tervezett lázadást. A döntést magam hoztam meg, és az egész szervezést is én végeztem. Én hoztam meg a döntést, hogy mikor lesz a lázadás.” Valószínűleg már 1937 óta tervezte a puccsot, azóta, amikor aláírták az olasz-jugoszláv egyezményt. Péter király később 1941. december 17-i beszédében egyszerűen a „jugoszláv hadsereg fiatalabb és közepes rangú tisztjeinek” tulajdonította a puccsot. 1951-ben Mirković kijelentette, hogy 1938 óta fontolgatta a puccsot, és jelentős számú tábornokkal, köztük Milan Nedićtyel meglehetősen nyíltan megvitatta az ötletet. Kitért arra is, hogy a puccs utáni kormányban betöltött vezető szerepet számos prominens személynek ajánlotta fel, köztük: Milan Nedićnek; a Morava Banovina kormányzójának, Janićije Krasojevićnek; a királyi gárda parancsnokának, Aleksandar Stanković tábornoknak; Bogoljub Ilić tábornoknak; és Simovićnak. Nedić és Krasojević visszautasították, mivel úgy érezték, pozíciójukból kifolyólag nem tudnak aktívan részt venni benne, Stanković kijelentette, hogy nem használja fel a királyi gárdát az emberek ellen, és titokban tartja a cselekményről szóló tudását, Ilić szerint nem volt elegendő politikai befolyása, hogy betöltse ezt a szerepet, végül Simović beleegyezett.
Simović válaszát Mirković állításaira posztumusz tették közzé. Simović azt állította, hogy „az egész vállalkozás középpontjában ő állt”, és „személyesen vonta be Bora Mirković dandártábornokot az akcióba”. Tomasevich a kettő közül Mirković beszámolóját tartja a hitelesebbnek, és rámutat, hogy több forrás is megerősíti azt, mind a szövetségesek, mind a tengelyhatalmak oldaláról. Az ügyben szerepet játszhatott a frakcionalizmus, amely megosztotta volna a hamarosan, a háború alatt létrejövő emigráns jugoszláv kormányt.

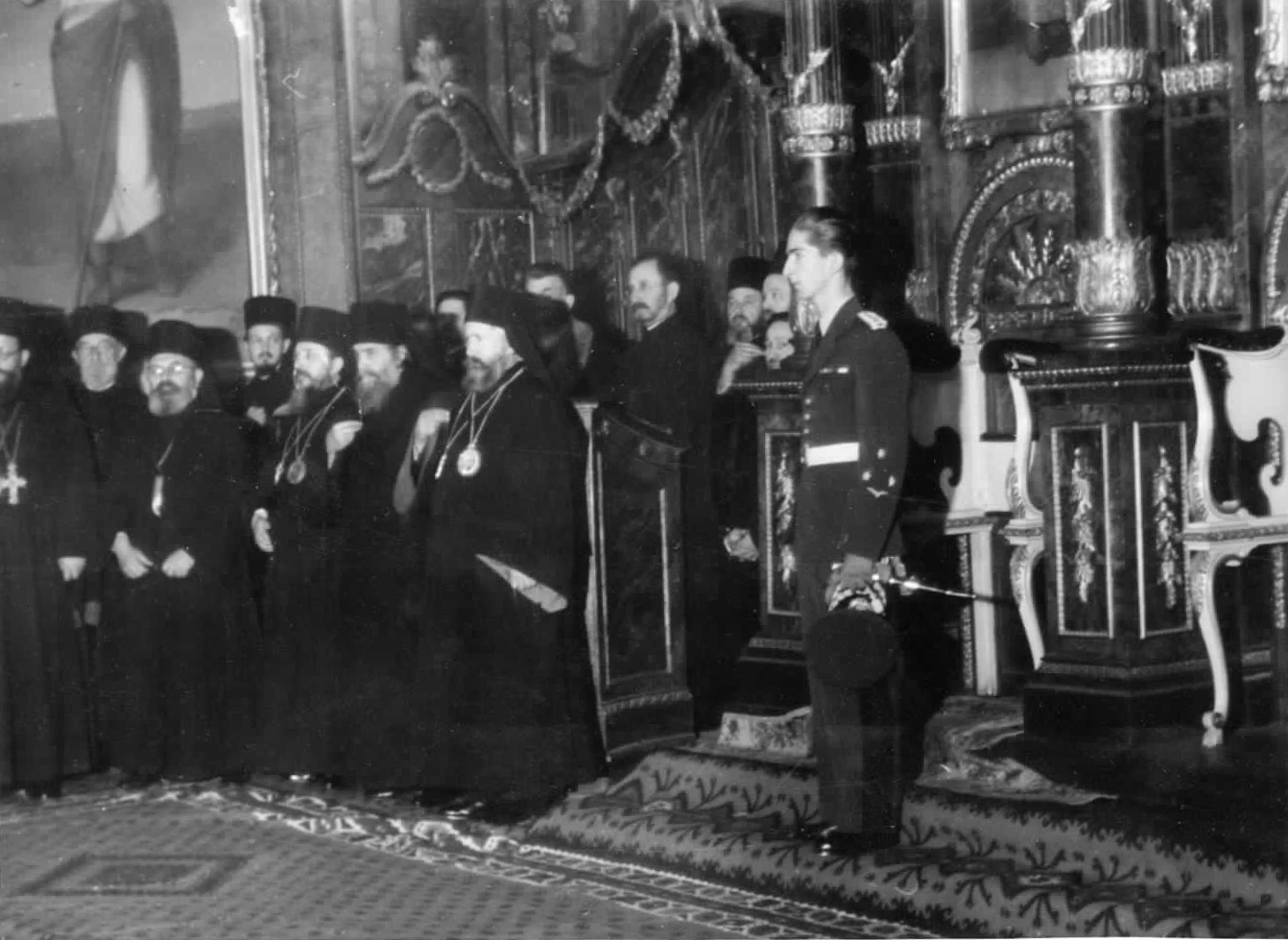
II. Péter király a belgrádi ortodox katedrálisban.

Az Edinburgh-i Egyetem történelem, klasszika és régészeti professzora, David A. T. Stafford volt brit diplomata és emeritus professzora szerint 1977-ben, bár brit hírszerzés és diplomácia támogatta, a „kezdeményezés a jugoszlávoktól származott, és csak a képzelet szárnyán mondhatjuk, hogy a britek tervezték vagy irányították a puccsot.” Radoje Knežević a közte és Stafford közötti, nyílt levelezésben hevesen tagadta a brit részvételt, mígnem 1979-ben Stafford bocsánatot kért hibájáért és Radoje Kneževićnek okozott bármilyen sértésért. 1999-ben Ivo Tasovac bírálta Stafford felülvizsgált következtetését, rámutatva arra a bizonyítékra, hogy közvetlenül a puccs végrehajtása előtt az összeesküvők a brit hírszerzéstől függtek, és hogy magas rangú brit tisztviselők találkoztak Simovićtyal és Mirkovićtyal. A brit légiattasé csoportfőnöke A. H. H. McDonald 1999. március 26-án találkozott Simovićtyal, a légiattasé helyettese és a brit titkosszolgálat ügynöke, T. G. Mappleback pedig ugyanazon a napon találkozott közeli barátjával, Mirkovićtyal, és közölték velük, hogy a puccsot a következő 48 órán belül végre kell hajtani. A 2014-ben Marta Jaremko történész azt írta, hogy „a kutatók túlnyomó többsége” úgy véli, hogy a puccsot a brit hírszerző szolgálatok segítségével tervezték, de ez, illetve a lázadás bátorítása nem lett volna elegendő a végrehajtásához.
Pavel Szudoplatov szovjet hírszerző ügynök szerint Sztálin parancsait követve a Szovjetunió balkáni stratégiai helyzetének megerősítése céljából a puccsot aktívan támogatta a szovjet katonai hírszerzés (GRU) és a szovjet Belügyi Népbiztosság (NKVD). A szovjet hírszerző tisztek egy csoportját, köztük Szolomon Milstejn vezérőrnagyot és Vaszilij Zarubint Belgrádba küldték, hogy segédkezzenek a puccs végrehajtásában. A Szovjetunió jugoszláviai tevékenységét fellendítette a szovjet misszió létrehozása Belgrádban 2014-ben. 1940-ben a Szovjetunió a Belgrádi Egyetem baloldali újságírói és akadémikusai révén fejlesztette hírszerző hálózatát. A belgrádi német nagykövetség biztos volt abban, hogy a puccsot brit és szovjet hírszerző ügynökségek szervezték.
A puccsról valószínűleg tudott Slobodan Jovanović, a Szerb Kulturális Klub elnöke és Ilija Trifunović-Birčanin, a szerb nacionalista védelmi szervezet a Narodna Odbrana elnöke. Néhányan, akik a puccsot sürgették, vagy legalábbis tudatában voltak annak, hogy puccsot terveztek, beleértve Božin Simićet is, korábban a Fekete Kéz nevű  szerb titkos katonai szervezet tagjai voltak. Miközben a Szerb Katonai Akadémián tanult, Mirković maga is a Fekete Kéz vezetőjének, Dragutin Dimitrijević ezredesnek (más néven "Apis") a tanítványa volt. A puccsot támogatók között volt a tábornokok idősebb generációja, köztük a volt miniszterelnök Petar Živković és testvére Dimitrije Živković, de voltak köztük értelmiségiek, baloldali diákok, az ellenzék, a hadsereg és a hadsereg légiereje, valamint az ortodox egyház is. A tábornokoknak több oka is volt arra, hogy nem kedvelték Pál herceget, többek között a nyugdíjazásuk illetve tartalék állományba, vagy alacsonyabb beosztások helyezésük okán, mely abból a célból történt, hogy megakadályozzák a politikában való részvételüket, mivel idegenkedtek Pál herceg politikájától.

## Következmények

### Az új kormány működése

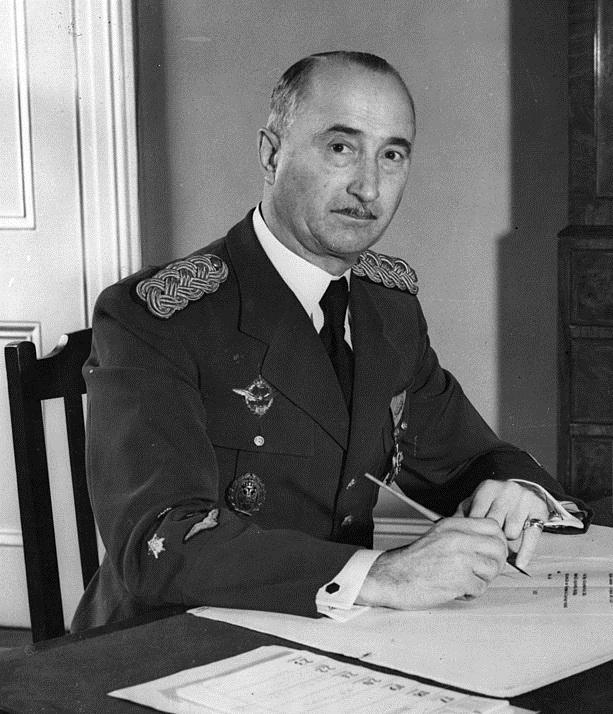
Dušan Simović tábornok, Jugoszlávia miniszterelnöke

A puccs nyomán Simović új kormánya megtagadta a háromoldalú egyezmény Jugoszlávia általi aláírásának ratifikálását, de nyíltan nem utasította el. Hitler, akit feldühített a belgrádi puccs és a németellenes incidens, összegyűjtötte magas rangú tisztjeit, és elrendelte Jugoszlávia haladéktalan szétzúzását. Hitler különösen aggódott amiatt, hogy a Brit Királyi Légierő görögországi és jugoszláviai támaszpontokat használ a Szovjetunió elleni támadás déli szárnya elleni légitámadások végrehajtására. A puccsal egy napon kiadta a 25. Führer-direktívát, amely Jugoszlávia ellenséges államként való kezelésre szólított fel. Olaszországot is be kellett vonni a műveletekbe, és az irányelv külön megemlítette, hogy „ törekedni fognak arra, hogy Magyarországot és Bulgáriát rávegyék a műveletekben való részvételre, kilátásba helyezve számukra a Bánát, illetve Macedónia visszaszerzését”. Ezen túlmenően az irányelv kimondta, hogy „Jugoszláviában a belső feszültségeket a horvátoknak nyújtandó politikai biztosítékokkal fogják ösztönözni", figyelembe véve a háború előtti Jugoszláviában elfoglalt helyzetükkel kapcsolatos elégedetlenségüket. Később Hitler kijelentette, hogy a puccs sokk volt.
Ezzel egy időben Hitler elrendelte Jugoszlávia megszállását, a Szovjetunió elleni inváziót, a Barbarossa hadműveletet az eredeti május 15-i dátumhoz képest körülbelül négy héttel elhalasztotta. Eddig a pontig előre lehetett látni, hogy a kelet-európai különösen nedves tavasz miatt némi késedelemre van szükség, de az időzítés azt jelzi, hogy Hitler döntésében fontos tényező volt Jugoszlávia legyőzésének váratlan szükségessége.
Március 30-án Momčilo Ninčić külügyminiszter beidézte Viktor von Heeren német nagykövetet, és átadott neki egy nyilatkozatot, amelyben kijelentette, hogy az új kormány elfogadja minden nemzetközi kötelezettségét, beleértve a háromoldalú egyezményhez való csatlakozást is, mindaddig, amíg az ország nemzeti érdekei védelmet kapnak. A maga részéről Heeren bocsánatkérést követelt a németellenes tüntetésekért, a háromoldalú egyezmény azonnali ratifikálását és a jugoszláv fegyveres erők leszerelését. Heeren visszatért az irodájába, és felfedezett egy berlini üzenetet, amely arra utasította, hogy kerülni kell a kapcsolatot a jugoszláv tisztviselőkkel, és visszahívták Berlinbe, ahova másnap el is indult. Ninčić nem kapott választ. Április 2-án Berlinből parancsot adtak a német nagykövetség kiürítésére, amely másnap meg is történt, és a német ügyvivő azt tanácsolta a baráti országok diplomatáinak is, hogy hagyják el az országot. Heeren megpróbálta meggyőzni Hitlert arról, hogy a puccs a jugoszláv politikai elit belső ügye, és hogy szükségtelen a Jugoszlávia elleni fellépés, de szavait figyelmen kívül hagyták. Március 31-én, miután felajánlották Horvátországot Magyarországnak, de mivel az visszautasításra talált, a németek úgy döntöttek, hogy megadják Horvátország függetlenségét.
Joachim von Ribbentrop német külügyminiszter és a Volksdeutsche Mittelstelle azon munkálkodott, hogy a jugoszláviai németek, horvátok, macedónok és szlovének „segítségkéréseket szervezzenek”, amelyeket a sajtóban közzé lehetne tenni a német invázió erkölcsi igazolására. A német média ezzel egyidejűleg, hasonlóan a lengyel és csehszlovákiai inváziót megelőző propagandához, vádak záporát indította Jugoszláviára, azt állítva, hogy Jugoszláviában a német nemzetiségű állampolgárokat atrocitások érték. Ez a médiatámadás a szerbek és horvátok közti megosztottságot is megkísérelte kihasználni, azt ígérve a horvátoknak, hogy a jövőben kiemelkedő szerepük lesz az országban. A puccs után a jugoszláviai németek etnikai viszonyai feszültek voltak, de ez ritkán vezetett nyílt erőszakhoz. A jugoszláv kormány tagadta a német etnikai elnyomás vádját. Berlin utasítására német nemzetiségű állampolgárok ezrei hagyták el Jugoszláviát.
Április 3-án kiadták a Führer 26-os számú direktíváját, amely részletezte az invázió támadási tervét és parancsnoki felépítését. Magyarország ígéretet kapott a Bánságra, Bulgária pedig Macedóniára, a román hadsereget pedig arra kérte, hogy ne vegyen részt a műveletekben, megtartva pozícióját a román–jugoszláv határon. A magyar inváziós tervek miatti magyarországi belső konfliktus aznap este Teleki Pál miniszterelnök öngyilkosságához vezetett. A rendszerváltásra készülve szintén április 3-án érkezett Zágrábba a Joachim von Ribbentrop képviselője Edmund Veesenmayer. Vladimir Kren horvát pilóta, a Jugoszláv Királyi Hadsereg légierejének századosa szintén április 3-án pártolt át a németekhez, és értékes információkat vitt magával az ország légvédelméről.

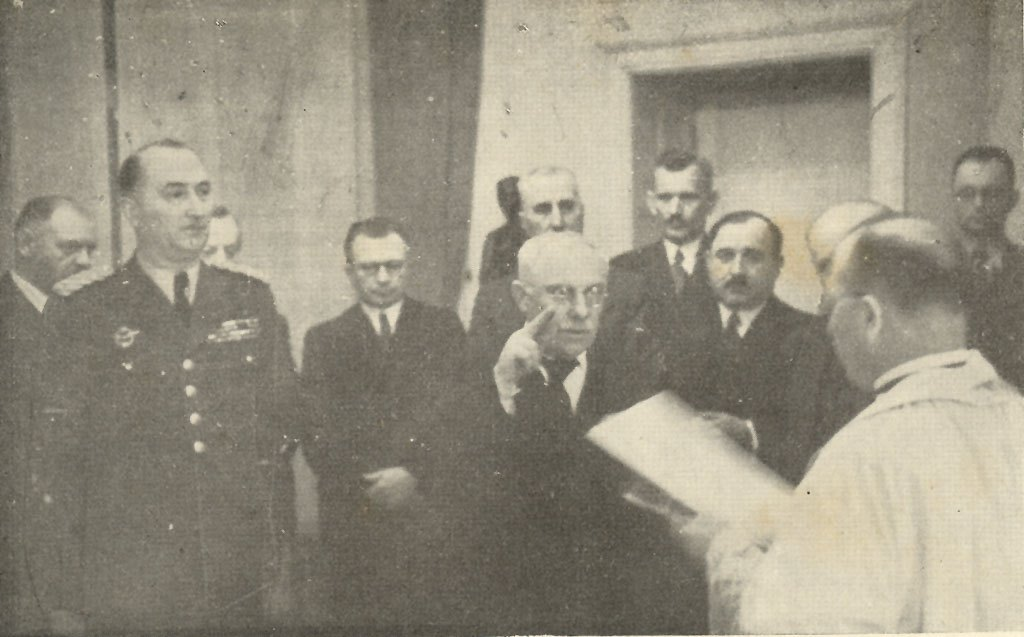
Vladko Maček leteszi a miniszterelnök-helyettesi esküt

Simović ismét Mačeket nevezte ki miniszterelnök-helyettesnek az új kormányban, de Maček vonakodott, és Zágrábban maradt, hogy eldöntse, mit tegyen. Miközben úgy vélte, hogy a puccs teljes egészében szerb kezdeményezés volt, amely mind Pál herceget, mind a Cvetković–Maček-megállapodást célozta meg, úgy döntött, hogy a HSS támogatását meg kell mutatnia az új kormánynak, és a csatlakozásra szükség van. Azt is követelte, hogy a leváltott kabinet négy horvát politikusa is részt vegyen az új kabinetben, amibe Simović beleegyezett. Április 4-én Maček Belgrádba utazott és több feltétellel fogadta el a posztot: hogy az új kormány tartsa tiszteletben a Cvetković–Maček-megállapodást és bizonyos vonatkozásban bővítse ki a Horvát Banovina autonómiáját; hogy az új kormány tartsa tiszteletben az ország háromoldalú egyezményhez való csatlakozását; és a régensek szerepét ideiglenesen egy szerb és egy horvát töltse be. Ugyanezen a napon az olaszországi Radio Velebit műsorában a száműzött horvát politikus, az Usztasa vezetője Ante Pavelić felszólította a horvátokat, hogy indítsanak felkelést a kormány ellen.
Az új kormány április 5-én ülésezett először. A Maček által meghatározott első két feltétel teljesült, a régensek kinevezése azonban kivitelezhetetlen volt, mivel Péter herceget már korábban nagykorúnak nyilvánították. Simović kabinetje a politikai spektrum különböző képviselőinek bevonásával „rendkívül szétzilált és gyenge volt”. Hamar rájött, hogy olyan külpolitikát kellene felvállalnia, amely erősen hasonlít az előző kormány külpolitikájához. Budisavljevićet és Cubrilovićot, valamint a négy HSS-politikust visszahelyezték a kabinetbe. Három csoportba sorolt tagok voltak benne; azok, akik határozottan ellenezték a tengelyhatalmakkal való szövetséget, és háborúra készültek Németországgal, akik békét szorgalmaztak Németországgal, és akik nem kötelezték el magukat. A Németországgal való háború mellett volt többek között Dušan Simović miniszterelnök, Bogoljub Ilić honvédelmi-, Srdjan Budisavljević belügy- és Branko Cubrilović agrárminiszter, míg például a Horvát Parasztpárt öt kormánytagja és Momčilo Ninčić külügyminiszter a németekkel való békés együttműködés mellett foglalt állást.
1941. április 5-én a puccs utáni kormány Moszkvában barátsági és megnemtámadási szerződést írt alá a Szovjetunióval, amelyről már március óta folytak a tárgyalások.[46] A szerződés vonatkozó záró cikkelye a következőképpen hangzik: „Amennyiben az egyik szerződő fél ellen harmadik hatalom részéről agresszió lép fel, a másik szerződő fél kötelezettséget vállal arra, hogy baráti kapcsolatokat tart fenn azzal a féllel”, amely a katonai segítségnyújtás iránti elkötelezettségtől távol maradt. Sztálin szándéka a szerződés megkötésével az volt, hogy jelezze Hitlernek, hogy a Szovjetuniónak vannak érdekei a Balkánon, miközben nem bántja egykori szövetségesét. Emiatt soha nem került szóba a szovjet katonai beavatkozás Jugoszláviában. Tomasevich szerint ez egy „szinte értelmetlen diplomáciai lépés volt”, amelynek nem lehetett tényleges hatása arra a helyzetre, amelyben Jugoszlávia került.

### A tengelyhatalmak inváziója

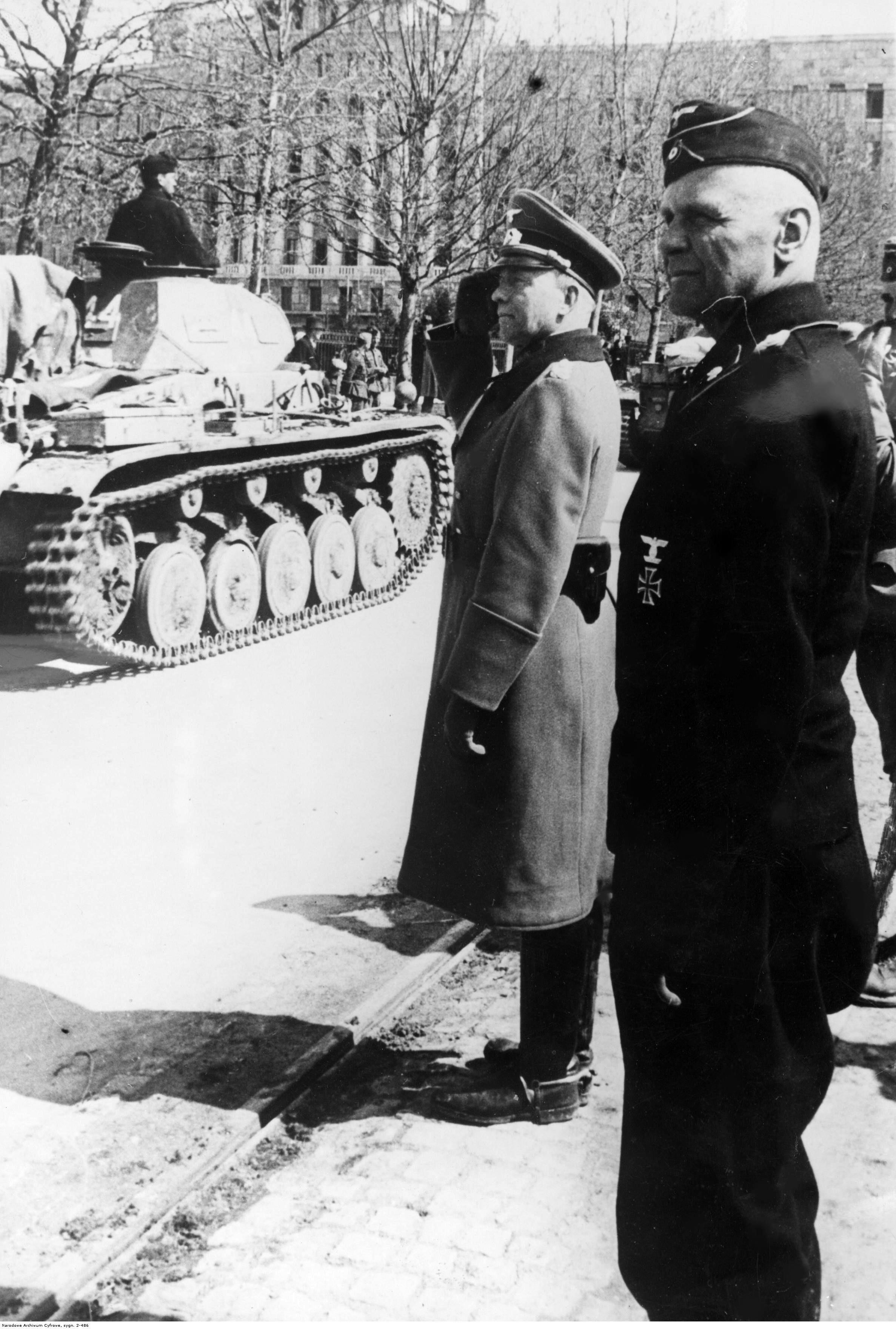
A német csapatok bevonulása Belgrádba 1941. április 14-én

Még a Jugoszláv Királyi Hadseregben is megosztottság alakult ki egy horvát–szlovén tengelypárt és egy szerb szövetséges párt között. A tengelyhatalmak inváziója Jugoszláviában április 6-án kezdődött. Belgrád bombázása arra kényszerítette a kormányt, hogy a városon kívül keressen menedéket. Itt határozta el Péter király és Simović, hogy száműzetésbe indulnak. Maček, aki nem volt hajlandó elhagyni az országot, április 7-én lemondott, és Juraj Krnjevićt jelölte ki utódjának. Maček visszatért Zágrábba. Három másik miniszter is megtagadta Jugoszlávia elhagyását: Ivan Andres és Bariša Smoljan a HSS-ből, valamint Kulenović a JMO-ból. Jugoszláv földön április 13-án ülésezett a kormány utoljára a boszniai Pale közelében. Innen Nikšićbe utaztak, ahol az országból Athénba repültek. A szovjet vezetés minden kritika nélkül elfogadta Jugoszlávia megszállását.
A puccs másik eredménye az volt, hogy elveszett az a munka, amelyet a brit hírszerzés Cvetković és Maček németellenes kormányával végzett. A puccsisták támogatásával az SOE aláásta a jugoszláv politikai egyensúlyt, amelyet a Cvetković–Maček-megállapodással sikerült elérni. A szerb nacionalisták támogatták és üdvözölték a puccsot, mert az véget vetett a megállapodás szerinti horvát autonómiának, és felszabadította őket egy Nagy-Szerbia megteremtésére irányuló terv megvalósítására. A puccs és annak közvetlen következményei a Cvetković–Maček-megállapodás legitimitásával kapcsolatos viták miatt ugyancsak hozzájárultak a háború hátralévő részében a száműzetésben lévő jugoszláv kormány cselekvési bénultságához.

## A puccs jelentősége és értékelése
Eltekintve attól a vitától, hogy ki vállalhatja a felelősséget a puccs megszervezéséért, magát az eseményt és a jugoszláv fegyveres erőknek a puccs alatt és után, valamint az invázió során mutatott lehangoló szerepét alaposan elemezték és megvitatták a résztvevők, jugoszláv és külföldi szakértők és mások. A legszókimondóbb szerb nacionalistákat és az azt támogató szerb uralkodó csoportok politikusait a puccs büszkeséggel töltötte el. Azok, akik a tengelyhatalmakhoz való alkalmazkodás politikáját egyengették, fenntartották, hogy ha a puccs nem következett volna be, Jugoszlávia képes lett volna semleges maradni, és így megúszta volna az inváziót és sok más következményt, mint a kommunista vezetésű jugoszláv partizánok győzelmét és a Jugoszláv Szövetségi Népköztársaság szocialista államként való létrehozását, a halálesetek nagy számát, és a háború során bekövetkezett kiterjedt pusztítást. Az alkalmazkodás hívei azt is felhozták érvként, hogy Jugoszlávia később és kevesebb áldozattal léphetett volna be a háborúba a szövetségesek oldalán. A KPJ a puccsot és az inváziót tekintette a szélesebb körű lázadás kiváltójának, amely a végső győzelmet eredményezte, melyről minden évben megemlékeztek a háború utáni Jugoszláviában. Végső soron a puccs elsődleges jelentősége az volt, hogy megkérdőjelezte Jugoszlávia csatlakozását a háromhatalmi paktumhoz, ami egyenesen vezetett a tengelyhatalmak inváziójához. Tomasevich egyetért a KPJ értékelésével, miszerint a puccs és az azt követő invázió volt a kommunisták által vezetett győztes forradalom kiindulópontja.

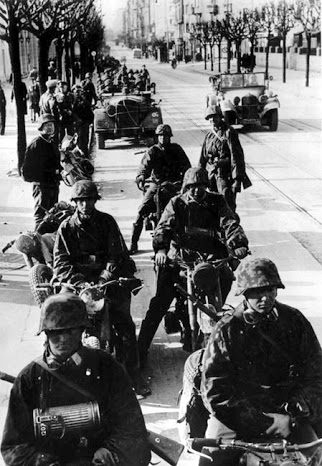
Német csapatok Belgrádban 1941. áprilisában

I. S. O. Playfair brit vezérőrnagy és történész szerint a puccs, főleg a szerbek részéről, alapvetően a háromhatalmi egyezmény aláírásával bekövetkező német uralom elleni bátor dac gesztusa volt, mindez annak tudatában, hogy valószínűleg invázió következik. Alexander Prusin történész szerint ez is egy „totális baklövés volt, amely nem az ország korlátozott gazdasági és katonai potenciáljának reális értékelésén, hanem inkább vágyálmokon és érzelmeken alapult”. Pál herceg és a horvátoknál menedéket kereső Cvetković-kormány megbuktatásával a puccs a Cvetković–Maček-megállapodással szembeni szerb ellenállást is mozgásba hozta. Továbbá hangsúlyozta a szerbek és horvátok közötti egység hiányát, ami korlátozta a jugoszláv kormány rendelkezésére álló katonai lehetőségeket.
Hitler azon döntése, hogy megtámadja Jugoszláviát, öt nappal késleltette Görögország egyidejű invázióját, de ezt bőven kárpótolta az az előny, hogy Dél-Jugoszlávián keresztül támadhatta meg Görögországot, lehetővé téve az Aliakmon-vonal lerohanását. Vitatott a puccs és az azt követő jugoszláviai invázió szerepe a Barbarossa hadművelet késleltetésében, valamint a tengelyhatalmak későbbi vereségében. 1975-ben Tomasevich azt írta, hogy a jugoszláviai események „részleges okai annak, ami végzetes késleltetésnek bizonyult Hitler Szovjetunió elleni inváziójában”, majd kijelentette, hogy sok író szerint ez a késés volt felelős a német kudarcért, hogy 1941–1942 telén nem tudta elfoglalni Moszkvát. Elismerte, hogy a puccstól és az inváziótól eltekintve 1941 csapadékos tavasza szintén két-három hetes késéssel járult hozzá a Barbarossa kudarcához, de a jugoszláviai események okozta késést is fontos közvetett tényezőnek tekintette a tengelyhatalmak háborús vereségében. 1972-ben Martin van Creveld történész megvizsgálta az ezt az álláspontot alátámasztó érveket, és elvetette azokat a nézeteket, amelyek „hanyag tudományosságon” és „kívánságokon alapuló gondolkodáson” alapulnak. Arra a következtetésre jutott, hogy a jugoszláviai invázió megkönnyítette és felgyorsította az átfogó balkáni hadjáratot, és az a tény, hogy a németek nem használták ki a jugoszláviai hadműveletek vártnál korábbi befejezését azzal, hogy előrehozták a Barbarossa-hadművelet kezdési időpontját, kétségtelenül bizonyítja, hogy más tényezők is meghatározták a kezdési dátumot. A közelmúltban, 2013-ban Stockings (Ausztrál Védelmi Erők Akadémia) és Eleanor Hancock (Új-dél-walesi Egyetem) a Marita hadművelet elemzéséhez új archív anyagokat felhasználva arra a következtetésre jutott, hogy „kevés kétség” van afelől, hogy bizonyos mértékig a 25. hadművelet (Jugoszlávia inváziója) a Szovjetunió elleni invázió tervezett kezdő időpontjának elhalasztását kényszerítette ki.
Pál herceget 1945 szeptemberében bűnösnek találták háborús bűnök elkövetésében a jugoszláv háromhatalmi egyezményhez való csatlakozásában játszott szerepe miatt. 2011-ben a szerbiai legfelsőbb bíróság megállapította, hogy az ítélet politikai és ideológiai indíttatású volt, és Pál herceget hivatalosan rehabilitálták. Hasonló döntés született 2009-ben Cvetković rehabilitációjáról a paktum aláírásával kapcsolatos háborús bűnök vádja miatt.

## Fordítás
Ez a szócikk részben vagy egészben  a   Yugoslav coup d'état című angol Wikipédia-szócikk ezen változatának fordításán alapul.  Az eredeti cikk szerkesztőit annak laptörténete sorolja fel. Ez a jelzés csupán a megfogalmazás eredetét és a szerzői jogokat jelzi, nem szolgál a cikkben szereplő információk forrásmegjelöléseként.

### Könyvek
- Biondich, Mark (2007), "Controversies surrounding the Catholic Church in Wartime Croatia, 1941–45", in Ramet, Sabrina P., The Independent State of Croatia 1941–45, New York, New York: Routledge, pp. 31–59, ISBN 978-0-415-44055-4
- Çetiner, Yusuf Turan. Turkey and the West: From Neutrality to Commitment. Lanham, Maryland: University Press of America (2014). ISBN 978-0-7618-6190-4
- Croatian Aces of World War 2. London, United Kingdom: Osprey Publishing (2002). ISBN 978-1-84176-435-1
- Creveld, Martin L. Van. Hitler's Strategy 1940–1941: The Balkan Clue. London, United Kingdom: Cambridge University Press (1973). ISBN 978-0-521-20143-8
- Dožić, Gavrilo. Memoari patrijarha srpskog Gavrila (szerbhorvát nyelven). Paris, France: Richelieu (1974). OCLC 439206806
- Dragnich, Alex N.. The First Yugoslavia: Search for a Viable Political System. Stanford, California: Hoover Press (1983). ISBN 978-0-8179-7843-3
- European Neutrals and Non-Belligerents During the Second World War. Cambridge, United Kingdom: Cambridge University Press, 150–191. o. (2001). ISBN 978-0-521-64358-0
- Goldstein, Ivo. Hrvatska povijest (szerbhorvát nyelven). Zagreb, Croatia: Novi Liber (2003). ISBN 978-953-6045-22-8
- Hehn, Paul N.. A Low Dishonest Decade : The Great Powers, Eastern Europe, and the Economic Origins of World War II, 1930–1941. London, United Kingdom: Continuum International Publishing Group (2005). ISBN 978-0-8264-1761-9
- Hoptner, Jacob B.. Yugoslavia in Crisis, 1934–1941. New York, New York: Columbia University Press (1963). OCLC 310483760
- Klajn, Lajčo. The Past in Present Times: The Yugoslav Saga. Lanham, Maryland: University Press of America (2007). ISBN 978-0-7618-3647-6
- Malcolm, Noel. Bosnia: A Short History. New York, New York: New York University Press (1994). ISBN 978-0-8147-5520-4
- Milazzo, Matteo J.. The Chetnik Movement & the Yugoslav Resistance. Baltimore, Maryland: Johns Hopkins University Press (1975). ISBN 978-0-8018-1589-8
- Papasissis, Themistokles. 5, Der König muss sterben (német nyelven). Berlin, West Germany: Berlin Bär (1960). OCLC 722376881
- Pavlowitch, Stevan K.. Hitler's New Disorder: The Second World War in Yugoslavia. New York, New York: Columbia University Press (2007). ISBN 978-1-85065-895-5
- Petranović, Branko. Srbija u drugom svetskom ratu: 1939–1945 (szerbhorvát nyelven). Belgrade, Yugoslavia: Vojnoizdavaćki i Novinski Centar (1992). OCLC 246803289
- szerk.: J. R. M. Butler: The Mediterranean And Middle East: Volume II The Germans Come To The Help Of Their Ally (1941) Illustrated Edition. USA: Pickle Partners Publishing (2014). ISBN 978-1-78289-622-7
- Prusin, Alexander. Serbia Under the Swastika: A World War II Occupation. Urbana, Illinois: University of Illinois Press (2017). ISBN 978-0-252-09961-8
- Ramet, Sabrina P.. The Three Yugoslavias: State-Building and Legitimation, 1918–2005. Bloomington, Indiana: Indiana University Press (2006). ISBN 978-0-253-34656-8
- The Collaborationist Regime of Milan Nedić, Serbia and the Serbs in World War Two. London, United Kingdom: Palgrave Macmillan, 17–43. o. (2011). ISBN 978-0-230-27830-1
- Reshetnikov, Leonid (1992), "К вопросу о советско-югославском договоре о дружбе и ненападении [On the Question of the Soviet-Yugoslav Treaty of Friendship and Non-Aggression]", in Gibianskij, Leonid Ânovič & Sluč, Sergej Zinov'evič, pp. 110–123, OCLC 690302464
- Roberts, Walter R.. Tito, Mihailović and the Allies: 1941–1945, 3, New Brunswick, New Jersey: Duke University Press (1987). ISBN 978-0-8223-0773-0
- Shirer, William. The Rise and Fall of the Third Reich: A History of Nazi Germany. New York, New York: Simon & Schuster (1990). ISBN 978-0-671-72868-7
- Singleton, Fred. A Short History of the Yugoslav Peoples. New York, New York: Cambridge University Press (1985). ISBN 978-0-521-27485-2
- Slijepčević, Đoko. Jugoslavija uoči i za vreme drugog svetskog rata (szerbhorvát nyelven). Munich, West Germany: Iskra (1978). OCLC 490751261
- Swastika over the Acropolis: Re-interpreting the Nazi Invasion of Greece in World War II. Boston, Massachusetts: BRILL (2013). ISBN 978-90-04-25459-6
- Sudoplatov, Pavel. Special Tasks: The Memoirs of an Unwanted Witness — A Soviet Spymaster. Boston, Massachusetts: Little, Brown & Co. (1994). ISBN 978-0316773522
- Tanner, Marcus. Croatia: A Nation Forged in War. New Haven, Connecticut: Yale University Press (1997). ISBN 978-0-300-09125-0
- Tasovac, Ivo. American Foreign Policy and Yugoslavia, 1939-1941. College Station, Texas: Texas A&M University Press (1999). ISBN 978-0-89096-897-0
- Tomanić, Milorad. Srpska crkva u ratu i ratovi u njoj. Belgrade, Serbia: Medijska Knjižara Krug (2001). OCLC 249507440
- Tomasevich, Jozo. Yugoslavia During the Second World War, Contemporary Yugoslavia: Twenty Years of Socialist Experiment. Berkeley, California: University of California Press, 59–118. o. (1969). OCLC 652337606
- Tomasevich, Jozo. War and Revolution in Yugoslavia, 1941–1945: The Chetniks. Stanford, California: Stanford University Press (1975). ISBN 978-0-8047-0857-9
- Tomasevich, Jozo. War and Revolution in Yugoslavia, 1941–1945: Occupation and Collaboration. Stanford, California: Stanford University Press (2001). ISBN 978-0-8047-3615-2
- Trevor-Roper, Hugh. Hitler's War Directives: 1939–1945. London, United Kingdom: Sidgwick and Jackson (1964). ISBN 978-1-84341-014-0
- Zakić, Mirna. Ethnic Germans and National Socialism in Yugoslavia in World War II. New York City: Cambridge University Press (2017. március 19.). ISBN 978-1-107-17184-8

### Újságok
- Bakić, Dragan (2005). „Apis's Men: the Black Hand Conspirators after the Great War”. Balcanica (46), 219–239. o. ISSN 0350-7653.
- Dizdar, Zdravko (2007. január 1.). „Bjelovarski ustanak od 7. do 10. travnja 1941.” (szerbhorvát nyelven). Časopis za suvremenu povijest [Journal of Contemporary History] 39 (3), 581–609. o.
- Hadži-Jovančić, Perica. "Losing the Periphery: The British Foreign Office and Policy Towards Yugoslavia, 1935–1938" Diplomacy & Statecraft (March 2020) 31#1 pp 65–90.
- Iaremko, Marta (2014). „Belgrade Coup D'Etat of March 27, 1941”. Proceedings of the History Faculty of Lviv University (15), 119–128. o. ISSN 2078-6077.
- „Nazis Ask Yugoslavs To Explain”, The Examiner , 1941. március 29., 1. oldal (Hozzáférés: 2018. június 7.)
- Onslow, Sue (2005. március 1.). „Britain and the Belgrade Coup of 27 March 1941 Revisited”. Electronic Journal of International History (8), 359–370. o. ISSN 1471-1443.
- Presseisen, Ernst L. (1960. december 1.). „Prelude to "Barbarossa": Germany and the Balkans, 1940–1941”. Journal of Modern History 32 (4), 359–370. o. DOI:10.1086/238616. JSTOR 1872611.
- Stafford, David A. T. (1977. szeptember 1.). „SOE and British Involvement in the Belgrade Coup d'État of March 1941”. Slavic Review 36 (3), 399–419. o. DOI:10.2307/2494975. JSTOR 2494975.
- Starič, Jerca Vodušek (2005). „The Concurrence of Allied and Yugoslav Intelligence Aims and Activities”. The Journal of Intelligence History 5 (1), 29–44. o. DOI:10.1080/16161262.2005.10555107.
- Van Creveld, Martin (1972). „The German attack on the USSR: the Destruction of a Legend”. European Studies Review 2 (1), 69–86. o, Kiadó: SAGE Journals. DOI:10.1177/026569147200200104. ISSN 0014-3111.

### Weboldalak
- „Poklon Moskvi sa Balkana”, Novosti, 2014. október 19. (szerb nyelvű)
- „Prince Paul of Yugoslavia gets royal resting place at last”, The Star online, 2012. október 7.
- „Rehabilitovan knez Pavle”, Radio Television of Serbia, 2011. december 15. (szerbhorvát nyelvű)
- „Rehabilitovan Dragiša Cvetković”, Politika , 2009. szeptember 26. (szerbhorvát nyelvű)
- Treaty on Friendship and Non-Aggression between the Union of Soviet Socialist Republics and the Kingdom of Yugoslavia. www.kodeks.ru . The Legal Information Consortium, 1941. április 5. (Hozzáférés: 2017. december 14.)